# Keltertraube

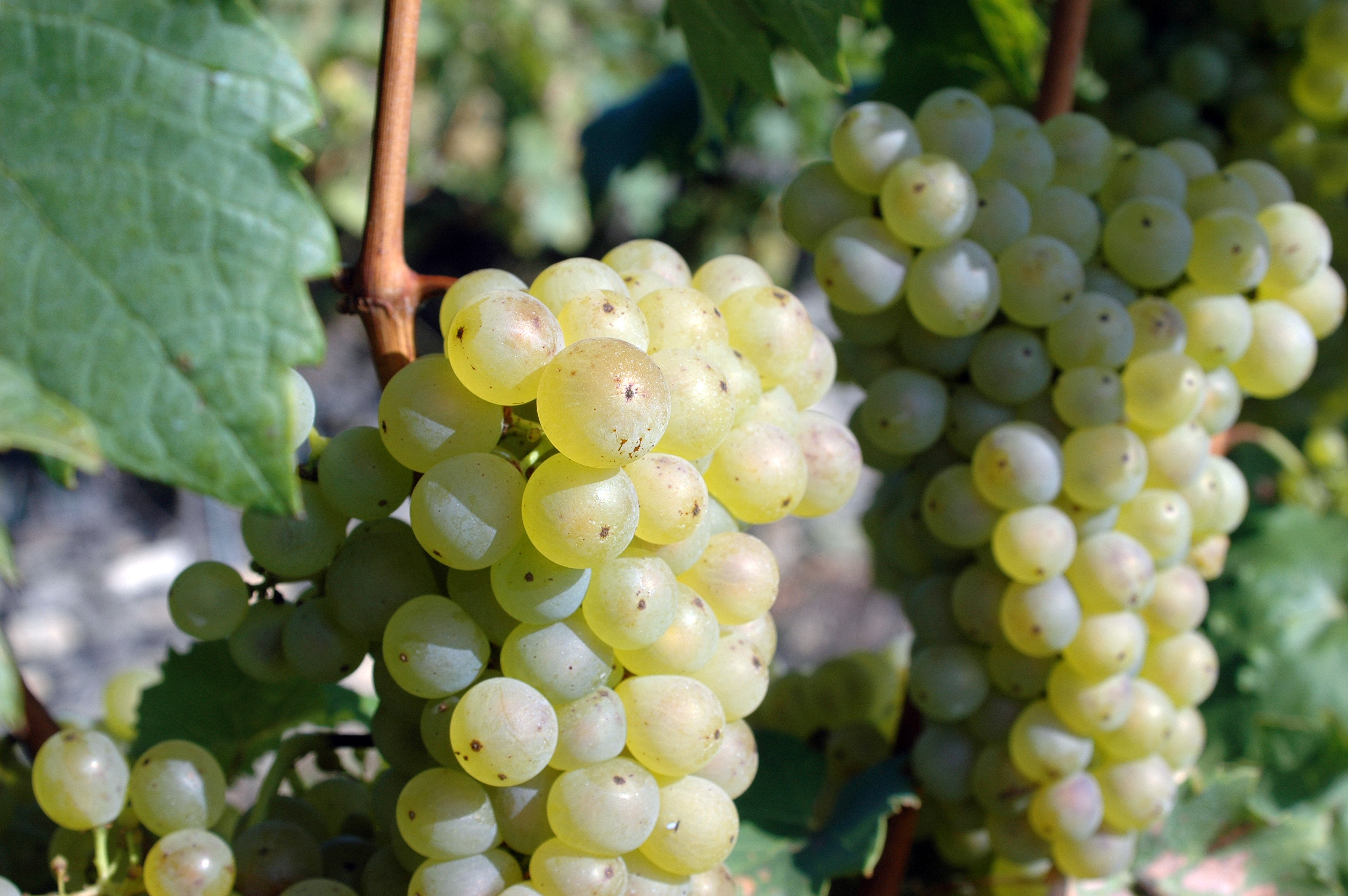
Traube der Weißweinsorte Riesling

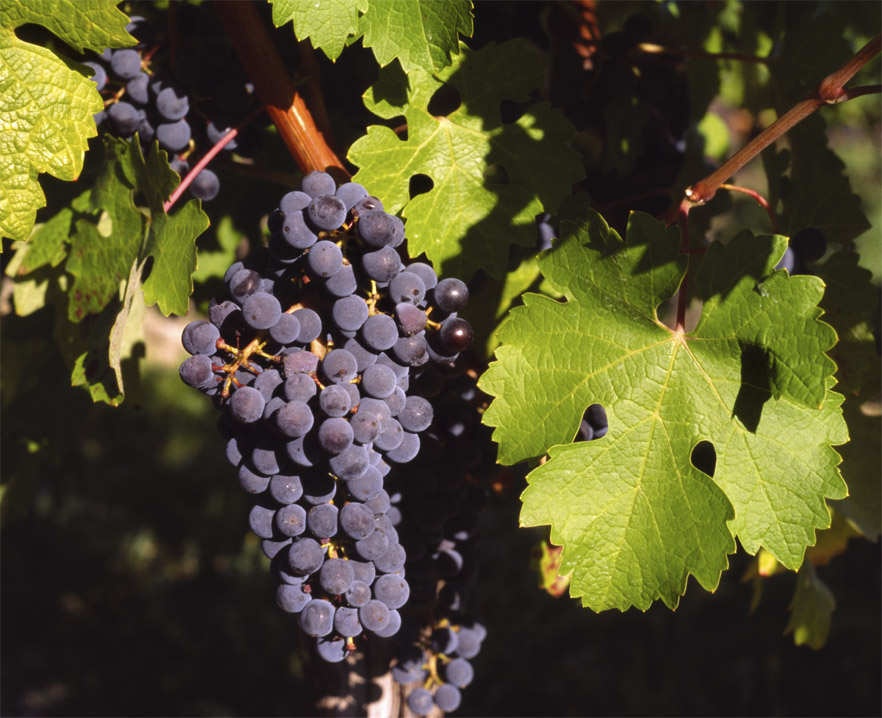
Traube der Rotweinsorte Cabernet Sauvignon

Die Keltertraube ist die Bezeichnung für die Traubensorten, die zur Gewinnung von Wein verwendet werden. Typische Keltertrauben sind die Ergebnisse von Zuchtwahl mit dem Ziel möglichst guter Weinqualität. Im Gegensatz zu typischen Tafeltrauben sind sie eher kleinbeerig, kernreich und  dickhäutig, gleichwohl können sie hervorragend schmecken. Bezeichnend ist auch der meistens höhere Säuregehalt von Keltertrauben gegenüber Tafeltrauben. Dieser ist notwendig für die Herstellung ausgewogener Weine  und neben dem geringeren Gehalt von Gerbstoffen ein Grund dafür, dass Tafeltrauben sich gewöhnlich nicht zur Weinherstellung eignen.
Die Bezeichnung leitet sich ab von der Kelter, einer Presse zum Ausdrücken des Saftes aus der Traubenbeere. 

Bei den Keltertraubensorten unterscheidet man zwischen:
- Weißweinsorten – zur Herstellung von Weißwein und
- Rotweinsorten – zur Herstellung von Rotwein.

→ Eine Zusammenstellung der Keltersorten der Weintraube findet man unter Rebsorten.
→ Eine Liste aller in Wikipedia eingetragenen Rebsorten findet sich unter der Liste von Rebsorten.